# Cosimastraße
Die Cosimastraße ist eine Innerortsstraße im Stadtteil Bogenhausen von München.

## Verlauf
Die Cosimastraße beginnt in Verlängerung der Vollmannstraße an der Englschalkinger Straße im Süden und führt in nördlicher Richtung als westliche Begrenzung der zwischen 1964 und 1969 errichteten Wohnanlage Cosimapark in Richtung auf die frühere Prinz-Eugen-Kaserne, auf deren Gelände seit 2017 das Wohngebiet Prinz-Eugen-Park errichtet wurde. Auf der Westseite der Straße liegen das Cosimawellenbad und die Kleingartenanlage Schlösselgarten mit Biergarten. Von Westen mündet die Wahnfriedallee ein (südlich von dieser die Grünanlage an der Wahnfriedallee bis zum Schlösselgarten), weiter nördlich die Lohengrinstraße. Am Nordende des Prinz-Eugen-Parks wird der Salzsenderweg/An der Salzbrücke auf der Trasse der historischen Salzstraße gekreuzt. Weiter nördlich erfolgt die Kreuzung mit der Johanneskirchner Straße. Die Straße verläuft im westwärts führenden Bogen durch das östliche Oberföhring, am Pharao-Haus vorbei und überquert auf einer Brücke die Effnerstraße. Sie führt bis zur Oberföhringer Straße und endet an der dortigen Straßenbahnwendeschleife der Station St. Emmeram.
Auf ihrer gesamten Länge wird die Cosimastraße von den Straßenbahnlinien 16 und 17 befahren, die auf ganzer Länge in einem als Rasengleis gestalteten getrennten Gleiskörper in Straßenmitte geführt werden. Dieses Gleisbett wurde bereits beim Ausbau der Straße um 1970 mit einem überbreiten Mittelstreifen vorbereitet, die Straßenbahn wurde aber erst am 10. Dezember 2011 in Betrieb genommen (2012 hierfür Preis für Stadtentwicklung und Baukultur).

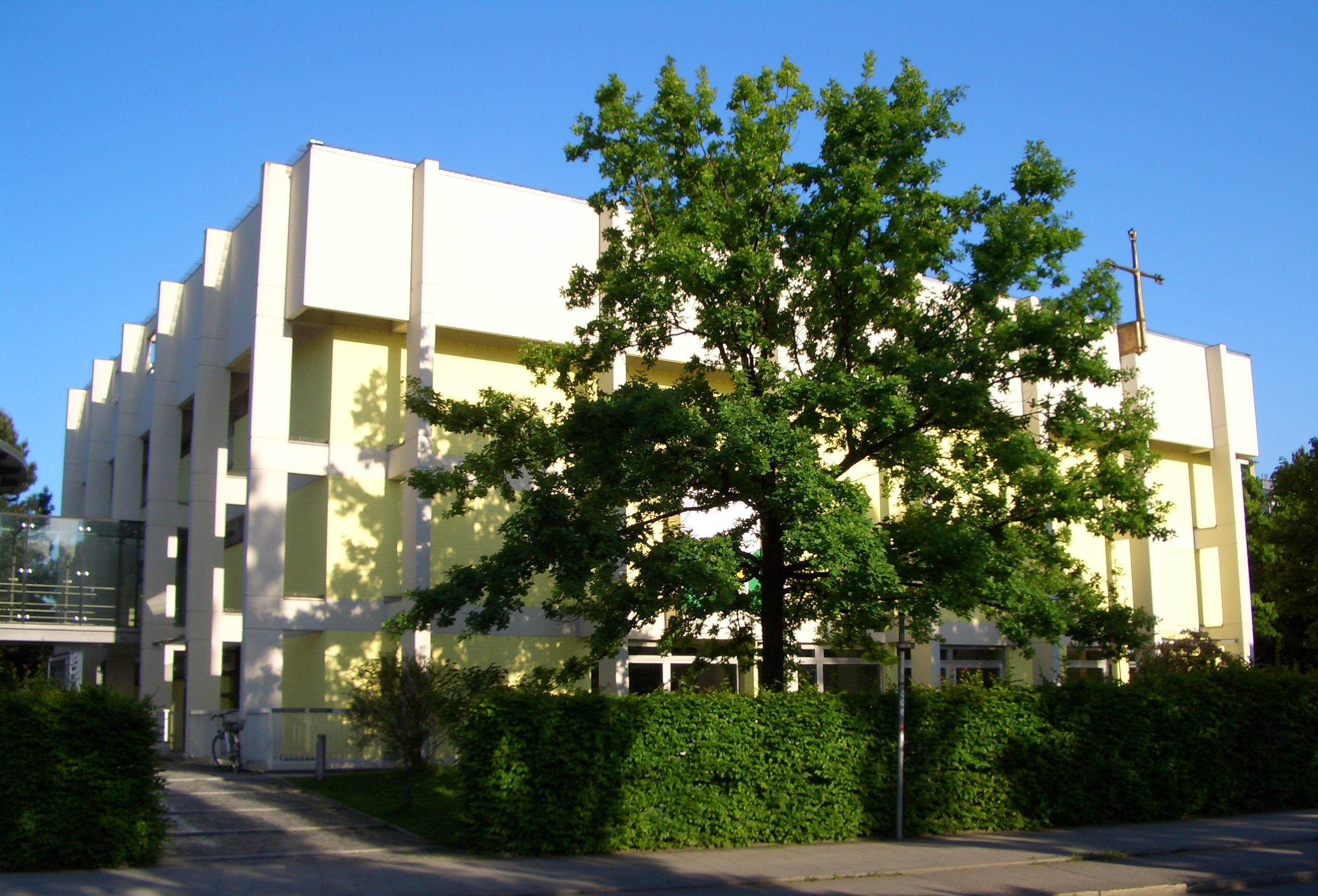
Kirche St. Thomas

An der Straße liegt die 1968 als Kuratie gegründete und 1973 eingeweihte katholische Kirche St. Thomas. Die im Februar 1980 eingeweihte evangelische Vaterunserkirche liegt etwas entfernt westlich von der Cosimastraße am Fritz-Meyer-Weg.
In der zweiten Hälfte des 19. Jahrhunderts wurde im Gebiet des heutigen Arabellaparks wie auch weiter östlich und auf dem Gelände der späteren Parkstadt Bogenhausen Lehm zur Ziegelproduktion abgebaut. Im Bereich der Cosimastraße bestanden mehrere Ziegeleien, die bis Ende der 1950er Jahre noch in Betrieb waren, bevor sie stillgelegt wurden, so die Ziegelei Sedlmair (ehemals Cosimastraße 125, in der Zeit des Zweiten Weltkriegs Zwangsarbeiter- und Kriegsgefangenenlager), und Cosimastraße 294 (Ziegelei Lorenz Hartl).

## Geschichte und Bezeichnung
Die Straße verlief als „Teil einer alten Wegeverbindung von Oberföhring nach Berg am Laim“ und weiter über die heutige Vollmannstraße und die Weltenburger Straße und zur Braunauer  Eisenbahnstrecke. Sie wurde bis um 1930 als Maier-Sträßchen bezeichnet. Ihre heutige Bezeichnung trägt sie nach Cosima Wagner, der Tochter von Franz Liszt und zweiten Ehefrau von Richard Wagner (1837–1930).

## Kultur

### Skulpturen

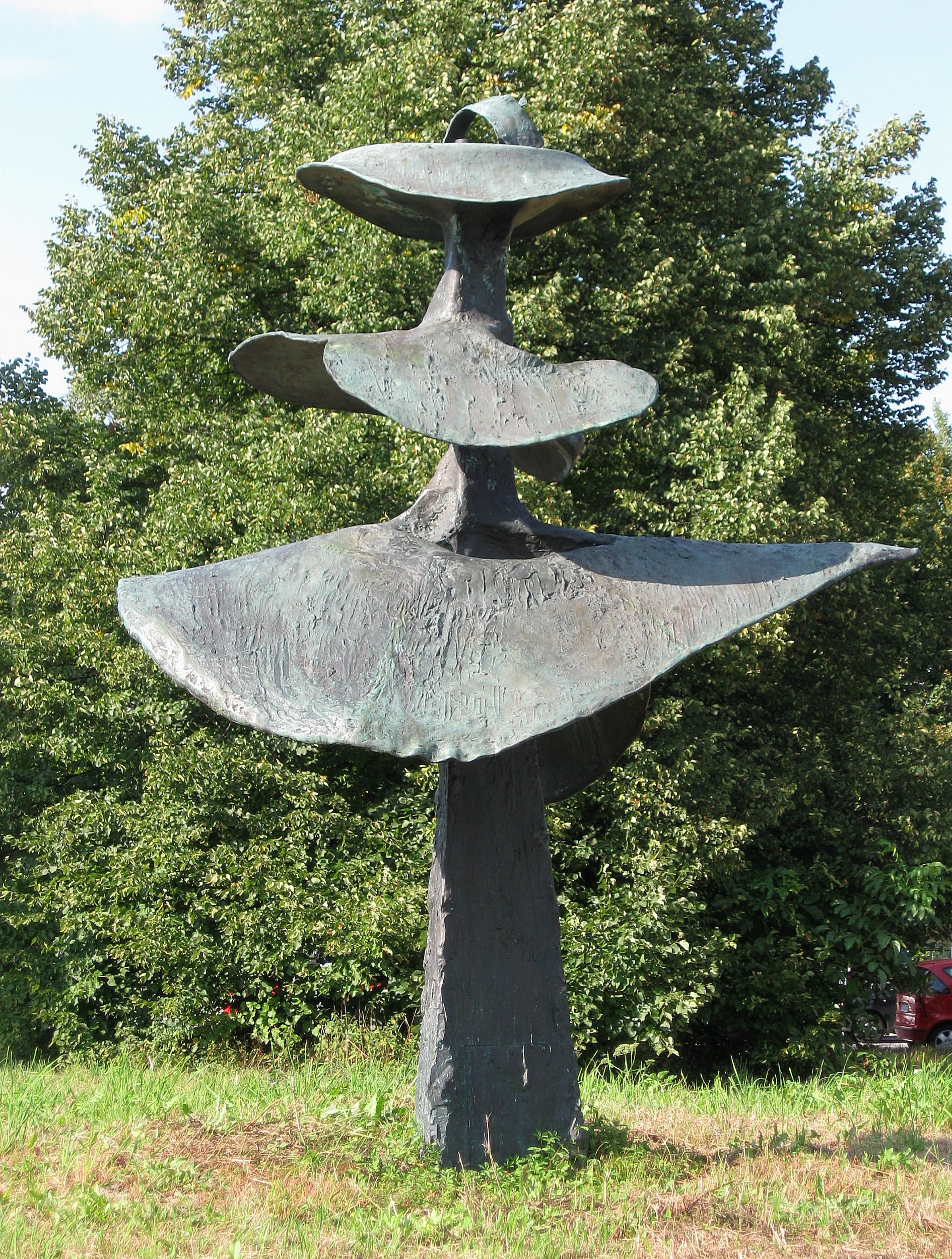
Baum von Roland Friederichsen

Im Cosimapark stehen bei der Cosimastraße 2 mehrere Skulpturen von Alexander Fischer und Heinrich Kirchner (Bild der Hoffnung).
An der Ecke Cosimastraße/Englschalkinger Straße die Skulptur Baum von Roland Friederichsen (ursprünglich für das Verwaltungsgebäude der D.A.S.-Versicherung in der Prinzregentenstraße geschaffen).

### Ehemaliges Baudenkmal

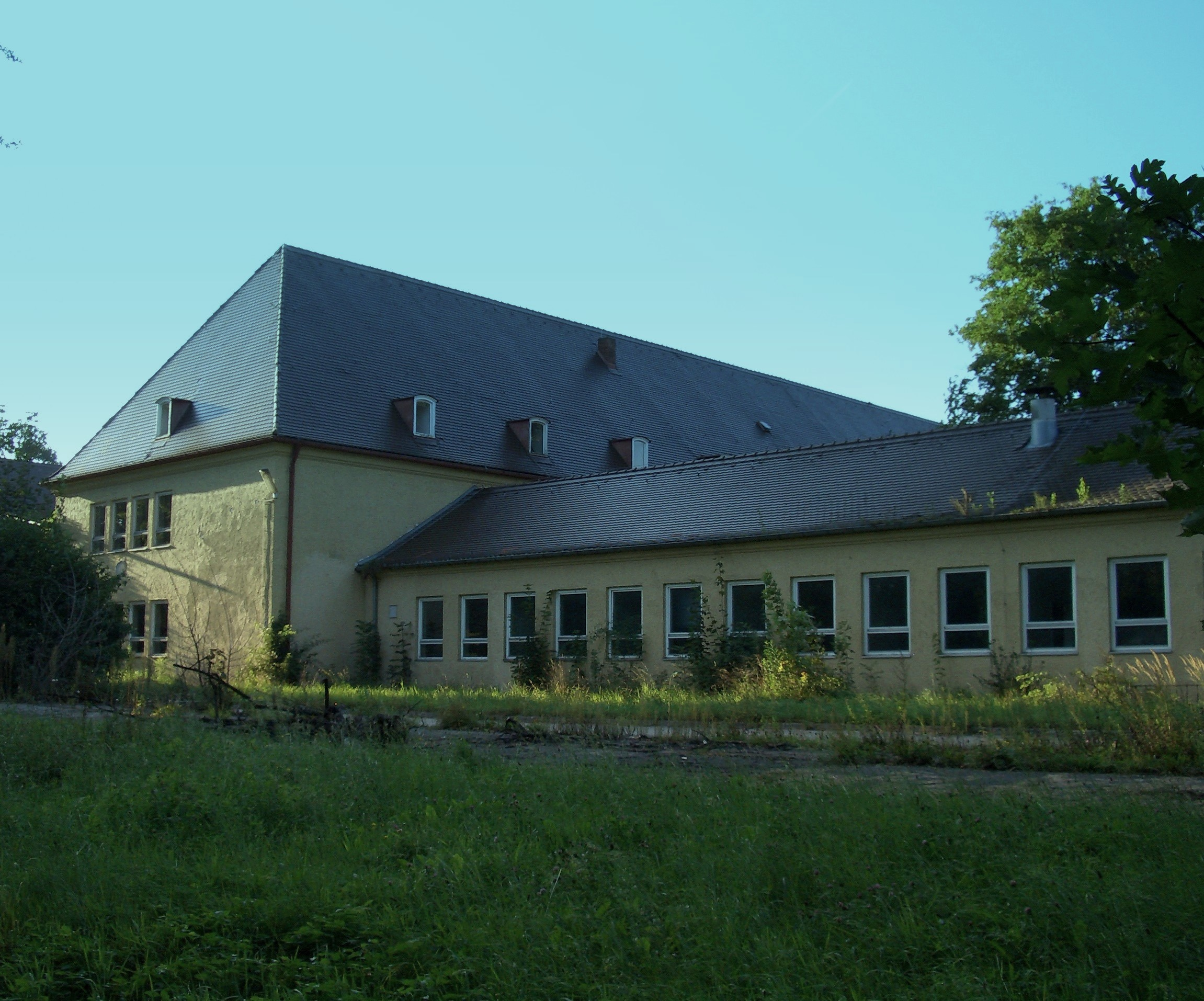
Ehem. denkmalgeschützte Pionierschule

Nr. 60: Kasernengebäude der ehemaligen Pionierschule, 2010 im Zusammenhang mit der Errichtung des Prinz-Eugen-Parks abgebrochen.

## Trivia
Durch die Cosimastraße verläuft der einmal jährlich durchgeführte München-Marathon.